# إيميت إل. بينيت جونيور
إيميت إل. بينيت جونيور (بالإنجليزية: Emmett L. Bennett, Jr.)‏ هو أستاذ جامعي أمريكي، ولد في 12 يوليو 1918 في منيابولس في الولايات المتحدة، وتوفي في 15 ديسمبر 2011 في ماديسون في الولايات المتحدة.